# فيرتون (باد كاليه)
فيرتون، باد كاليه (بالفرنسية: Verton)‏ هي بلدية تقع في إقليم باد كاليه من منطقة نور با دو كاليه في شمال فرنسا. تبلغ مساحة هذه المدينة 11.06 (كم²)، وترتفع عن سطح البحر 12 م، يبلغ عدد سكانها 2294 نسمة حسب إحصاء المعهد الوطني للإحصاء والدراسات الاقتصادية سنة 2009 م. وترأس Denis Feron البلدية خلال فترة (2008-2014).